# LaMonica Garrett

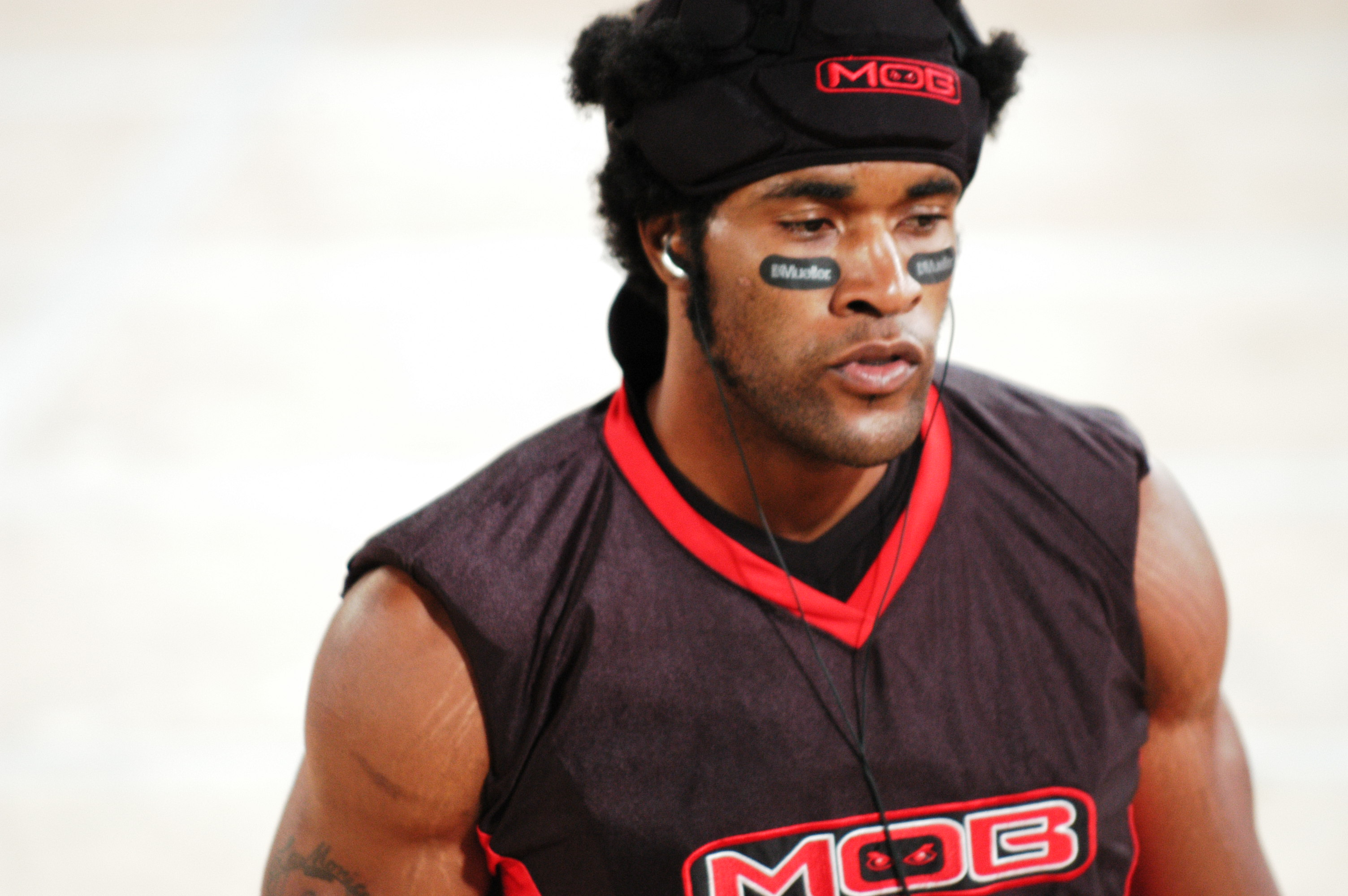
LaMonica Garrett

LaMonica Garrett (* 23. Mai 1975 in San Francisco) ist ein US-amerikanischer Filmschauspieler.

## Leben
LaMonica Garrett war zu High-School-Zeiten als Sportler aktiv, spielte American Football und dann erfolgreich Slamball. Nach einigen kleinen TV-Einsätzen war er ab 2010 regelmäßig in Film und Fernsehserien präsent.
Ab 2011 spielte er Sheriff Cane in der Serie Sons of Anarchy. Er wirkte auch in Realfilm-Zwischensequenzen des Computerspiels Need for Speed: The Run mit. Ab 2016 folgten die Serien The Last Ship (als Lieutnant Cameron Burk) und Designated Survivor (als Mike Ritter). Ab 2018 spielte er für verschiedene Serien des Arrowverses den Superhelden Mar Novu, so trat er in den Serien Arrow, The Flash und Supergirl auf. 2019 spielte er in den Filmen Primal und Clemency mit.

## Filmografie (Auswahl)
- 2003: The Blues (Dokumentarfilm)
- 2010: 10 Dinge, die ich an Dir hasse (10 Things I Hate About You, Fernsehserie, 1 Folge)
- 2011: Transformers 3 (Transformers: Dark of the Moon)
- 2011–2014: Sons of Anarchy (Fernsehserie, 17 Folgen)
- 2012–2013: Mike & Molly (Fernsehserie, 2 Folgen)
- 2015: Veep – Die Vizepräsidentin (Veep)
- 2015: Daddy’s Home – Ein Vater zu viel (Daddy’s Home)
- 2015: Mouthpiece
- 2016: XOXO
- 2016: The Duke (Kurzfilm)
- 2016–2017: The Last Ship (Fernsehserie, 15 Folgen)
- 2016–2018: Designated Survivor (Fernsehserie, 43 Folgen)
- 2017: I’m Sorry (Fernsehserie, 1 Folge)
- 2018–2019: The Flash (Fernsehserie, 4 Folgen)
- 2018–2020: Arrow (Fernsehserie, 7 Folgen)
- 2018–2019: Supergirl (Fernsehserie, 5 Folgen)
- 2019–2020: Legends of Tomorrow (Fernsehserie, 2 Folgen)
- 2019: Batwoman (Fernsehserie, 1 Folge)
- 2019: Primal
- 2019: Clemency
- 2021: Brooklyn Nine-Nine (Fernsehserie, 1 Folge)
- 2021–2022: 1883 (Fernsehserie)
- seit 2023: Special Ops: Lioness (Fernsehserie)

## Videospiele
- 2011: Need for Speed: The Run
- 2011: Fight Night Champion